# Calathea praecox
Calathea praecox là một loài thực vật có hoa trong họ Marantaceae. Loài này được S.Moore mô tả khoa học đầu tiên năm 1895.